# Deltochilum luederwaldti
Deltochilum luederwaldti är en skalbaggsart som beskrevs av Guido Pereira och D'andretta 1955. Deltochilum luederwaldti ingår i släktet Deltochilum och familjen bladhorningar. Inga underarter finns listade i Catalogue of Life.